# Jappe Nilssen
Jappe Jacob Nilssen (Kristiania, 25 januari 1870- aldaar, voorjaar 1931) was een Noors journalist, kunstcriticus en schrijver. Hij was een vriend van Edvard Munch en belangrijk pleitbezorger van diens kunst.

## Leven en werk
Nilssen raakte al op jonge leeftijd als journalist geïnvolveerd in het kunstenaarsmilieu in Kristiania en was bevriend met onder andere kunstschilder Edvard Munch, journalist Haakon Nyhuus, schrijver Gunnar Heiberg, de anarchist Hans Jæger en kunstschilder Christian Krohg. In deze boheme-kringen (ook wel "Kristiania-bohemen" genoemd) hield men er voor die tijd vrijgevochten ideeën op na, onder andere op het gebied van de "vrije liefde". In 1890 kreeg Nilssen een spraakmakende relatie met de tien jaar oudere Oda Krohg, vrouw van Christian. In de zomer van 1891 verbleef hij met haar in de kustplaats Åsgårdstrand. Oda Krohg hield Nilssen echter voortdurend aan het lijntje en volgde uiteindelijk haar vertrekkende man in datzelfde jaar naar Berlijn, tot groot verdriet van Nilssen. De gebroken Nilssen werd door Edvard Munch vereeuwigd in een reeks schilderijen met de titel Melankoli (1891-1896). Munch zou Nilssen ook later nog diverse malen portretteren.
Nilssen maakte in Noorwegen vooral naam als kunstcriticus, vanaf 1908 bij de vooraanstaande krant Dagbladet. Hij gold als een sterk pleitbezorger van de kunst van Munch. In 1909 organiseerde hij de eerste grote overzichtstentoonstelling van diens werk, in Kristiania, bij de Nasjonalgalleriet, samen met de directeur van het museum.
Als literair schrijver publiceerde Nilssen twee romans en een aantal werken met korte verhalen.

## Galerij

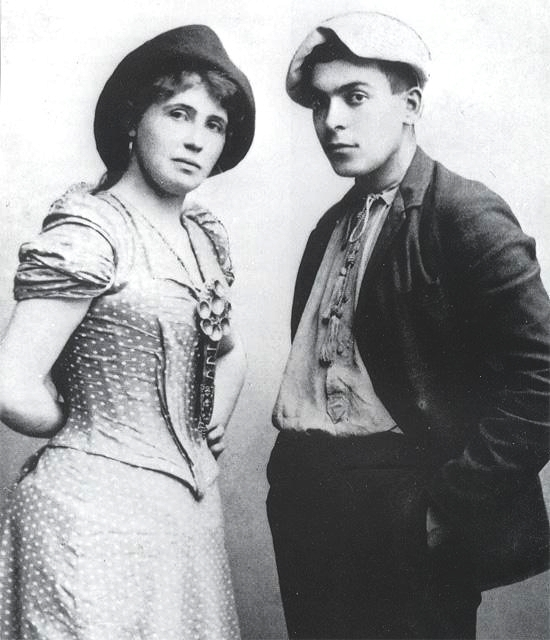
Fotoportret van Nillssen met zijn minnares Oda Krohg, 1891
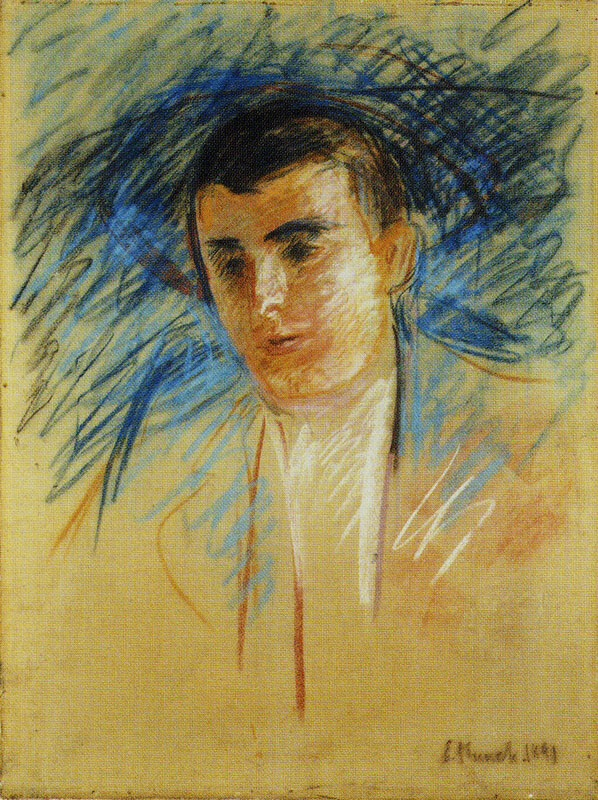
Much: Jappe. Nilssen, 1889
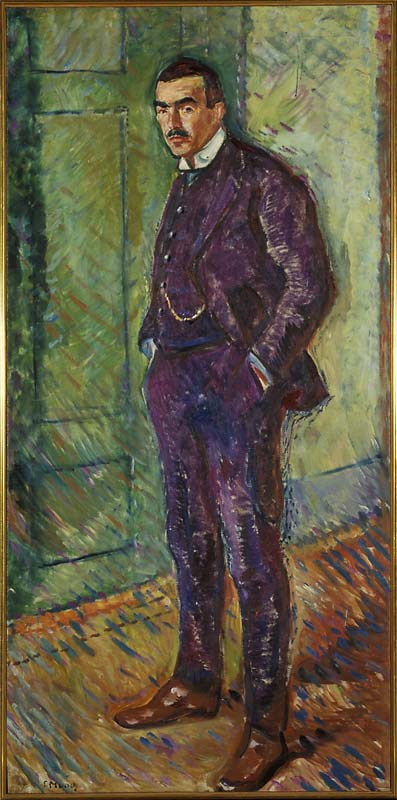
Munch: Portret van Jappe Nillsen, 1901
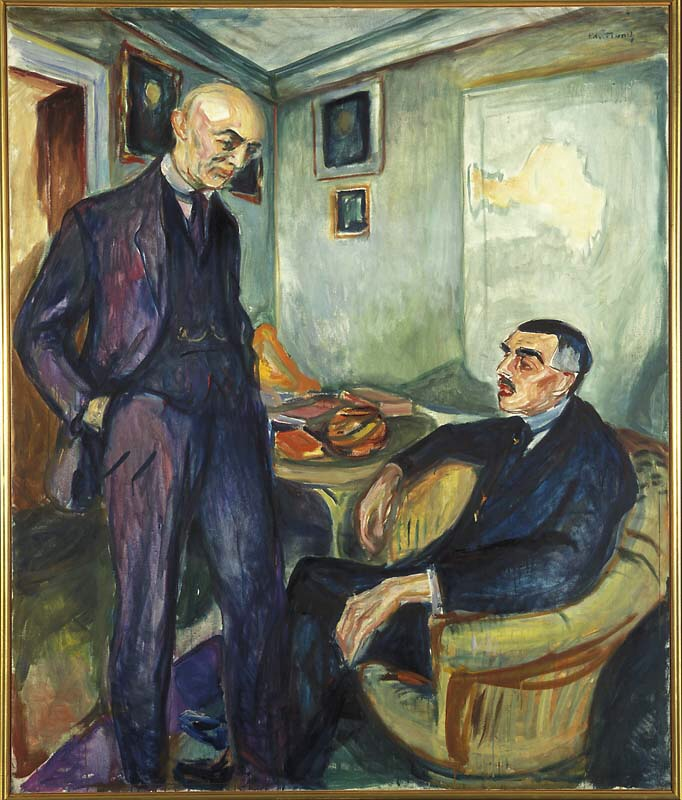
Munch: Lucien Dedichen en Jappe Nilssen, 1925-1926
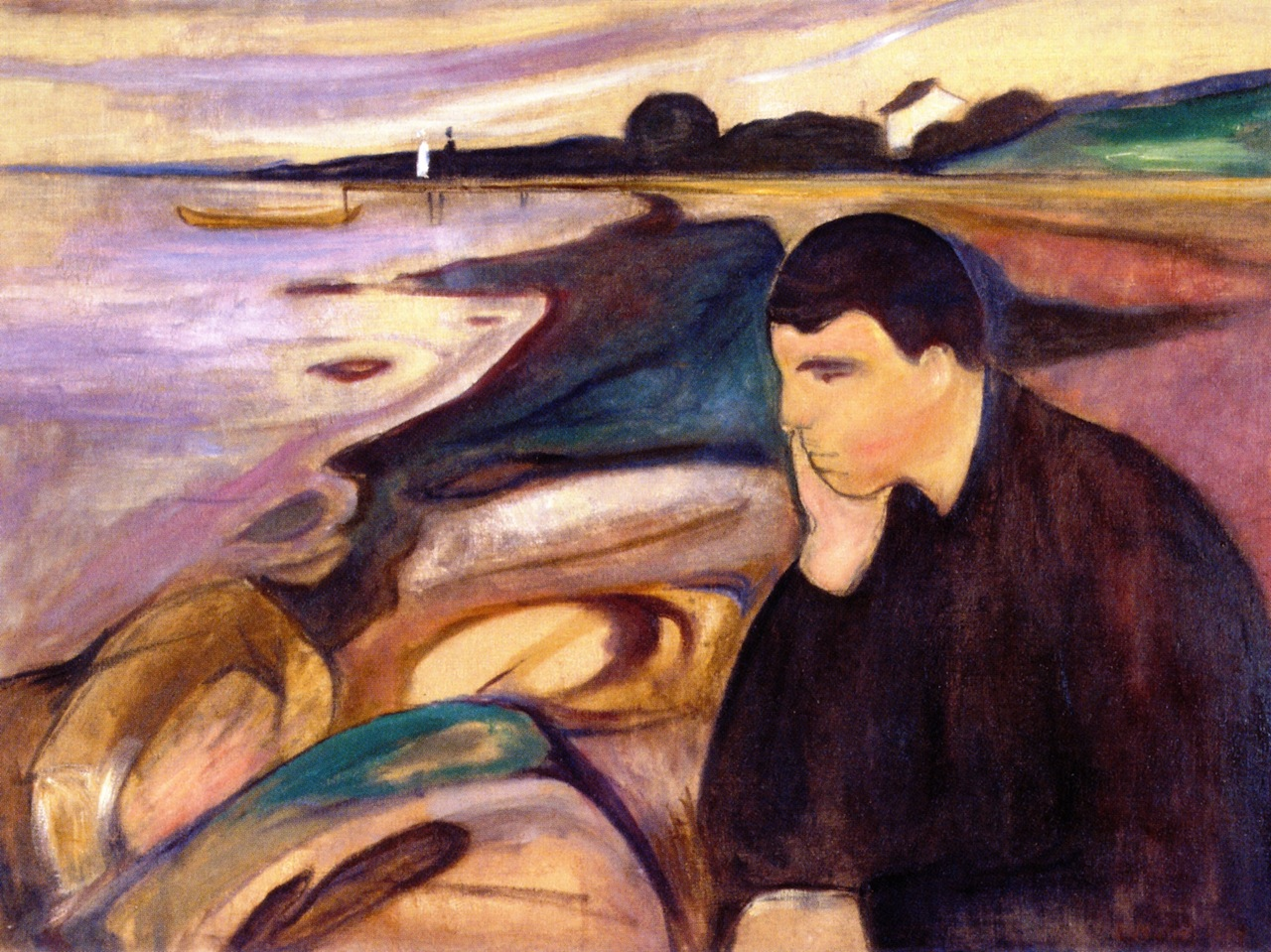
Munch: Melankoli (Jappe Nilssen, treurend om Oda Krohg), 1894